# Ölkörper
Ölkörper (international häufig Elaioplast von altgriechisch ἔλαιον élaion „Öl“, „Salböl“, „Olivenöl“ und altgriechisch πλαστός plastós „geformt“) sind Zellorganellen, die nur bei Lebermoosen vorkommen. Ölkörper sind eine Untergruppe der Leukoplasten und photosynthetisch inaktiv, da sie chlorophylllos sind.
Ölkörper sind von einer Membran (Endoplasmatisches Reticulum) umgeben und enthalten Terpene (Sesquiterpene und Monoterpene). Sie treten bei rund 90 % der Lebermoosarten auf und kommen sonst nirgends im Pflanzenreich vor. Die Ölkörper unterscheiden sich hinsichtlich Form, Größe und Farbe sehr stark von Art zu Art und stellen ein wichtiges Bestimmungsmerkmal dar. Das alleinige Vorkommen von Ölkörpern bei den Lebermoosen ist ein starkes Indiz für die monophyletische Abstammung dieser Gruppe. Ölkörper werden aus Proplastiden gebildet und gehören somit zu den Plastiden.
Die bei manchen Laubmoosen vorkommenden „Ölkörper“ besitzen keine Membran und bestehen aus Lipiden, die als Reservestoffe dienen. Es sind also keine Ölkörper im eigentlichen Sinn.